# Датский язык
Да́тский язы́к (дат. dansk, dansk sprog) — язык датчан; один из скандинавских языков германской ветви, развившийся из древнескандинавского. Близок современным норвежскому и шведскому языкам; относится к восточноскандинавским языкам.
Распространён в основном в Дании, на Фарерских островах, в Гренландии и в Северной Германии.
Общее число говорящих — около 6 млн человек (2019).

## Лингвогеография

### Официальный статус
Официальный язык Королевства Дания; в XV — начале XIX вв. был официальным языком Норвегии, до середины XIX в. — Шлезвиг-Гольштейна.

### Ареал и численность
Датский язык распространён, прежде всего, в следующих странах и землях:
- Дания — всего 5 425 420 чел., из них 461 614 иммигрантов, часть из которых не может говорить по-датски (2005[2]);
- Гренландия — распространён среди 6,8 тыс. (2005, оценка) этнических датчан и является вторым языком многих гренландцев;
- Фарерские острова — используется в официальной сфере наряду с фарерским языком (почти все фарерцы хорошо владеют датским, как иностранным), однако число проживающих здесь этнических датчан (исконных носителей) весьма невелико;
- Германия — является родным примерно для 50 тыс. датчан, живущих в земле Шлезвиг-Гольштейн[3]; кроме того, ещё столько же датчан переселилось в Германию в недавнее время;
- Исландия — здесь датский язык обязателен для изучения во всех школах с 6 класса[4].

#### Среди эмигрантов
- Швеция — 42 602 датчанина согласно статистическому офису (2005[5]). Ранее в состав датского языка входили диалекты юга современной Швеции (Сконе, Халланд, Блекинге), постепенно сблизившиеся со шведским языком после перехода этих областей к Швеции в 1658 году.
- США — 33 395 чел. говорило дома по-датски по переписи 2000 года из 1 430 897 чел. датского происхождения[6]
- Канада — 5295 чел. говорило дома по-датски по переписи 2001 года из 170 780 чел. датского происхождения.
- Австралия
- Аргентина

### Диалекты
На «стандартном» датском (Rigsdansk) говорят в Копенгагене и близлежащих территориях; практически у каждого острова есть свой диалект. Диалекты делятся на 3 группы:
- западные (ютландские, ютские) — п-ов Ютландия, делятся на южно-, западно- и восточно-ютландские;
- островные — острова Зеландия, Фюн и южнодатские острова;
- восточные — диалект о. Борнхольм; ранее — юг современной Швеции, диалекты которого стали впоследствии южношведскими.

Литературный датский язык возник в XVIII в. на основе зеландских диалектов.

### Социолингвистическое положение
Датский язык труден для понимания на слух другими скандинавами — несмотря на то, что лексические расхождения между их языками невелики. В качестве лингва франка датский язык используется исландцами, фарерцами и гренландскими эскимосами. Как пишут скандинавские исследователи, для фарерцев и гренландских эскимосов использование датского языка является мощным защитным фактором, препятствующим вытеснению их родного языка английским, как это произошло с западноскандинавскими диалектами на Оркнейских и Шетландских островах в 1750—1850 гг.

## История
Как и шведский, норвежский, фарерский и исландский, датский язык произошёл от общескандинавского языка, рунические надписи на котором относятся к III в. н. э. В эпоху викингов (ок. 800—1050 гг.) в языке-предке произошли значительные изменения. Они привели к появлению различий между восточноскандинавскими, от которых произошли датский, шведский, и западноскандинавскими диалектами, от которых произошли норвежский нюнорск, фарерский и исландский языки.
В истории датского языка выделяют три периода: общескандинавский язык-основа (III—IX вв.), древнедатский язык (IX—XVI вв.) и новодатский язык (с XVI в.), включающий современный датский язык (XX в.).
Шведский языковед Элиас Вессен писал, что «с исторической точки зрения все скандинавские говоры представляли собой один язык, видоизменяющийся географически». В IX в. из общескандинавского языка-основы выделились три ветви, одна из которых и образовала собственно датский язык, но до начала XIII в. все скандинавские говоры назывались их носителями «наш язык» либо обозначались названием «dönsk tunga», которое было дано контактирующими с южной оконечностью Скандинавии саксами или англосаксами. Лишь с начала XIII в. применительно к западноскандинавским норвежскому и исландскому стало употребляться название «norrøn tunga» или «norrønt mál», а «шведский язык» впервые встречается как самоназвание лишь в XIV в.
В IX—X вв. начали появляться особенности, отличающие древнедатский язык от остальных скандинавских языков: часть дифтонгов перешла в монофтонги (X в.); интервокальные глухие смычные p, t, k перешли в звонкие спиранты (b, d, g), фрикативные или полугласные (так называемый «датский перебой согласных», XII—XIII вв.); исчезла долгота согласных; появился толчок, заменивший музыкальное ударение (XII—XIII вв.); четырёхпадежная система склонения заменилась двухпадежной (общий и родительный), причём позднее почти исчез и родительный; трёхродовая система уступила место двухродовой; исчезло спряжение глагола по лицам; словарный состав пополнился заимствованными словами, особенно из нижненемецкого языка (XIII—XIV вв.). Как следствие Реформации расширилась область применения датского языка, что это оказало большое влияние на его развитие. Исчезло изменение глагола по числам, закрепился современный порядок слов, развился синтаксис сложного предложения, пополнился словарный состав, в том числе за счёт заимствований из немецкого, английского и французского языков. Как в норвежском риксмоле и в среднеанглийском, в датском произошло совпадение всех конечных гласных в одном -е, в результате чего современная датская морфология упростилась почти до уровня английской.
Как и другие родственные ему языки (за исключением исландского), особенное сильное влияние датский язык испытал со стороны нижненемецкого диалекта немецкого языка. Из всех скандинавских языков датский в наибольшей степени склонен к инновациям: все изменения происходили в нём раньше и глубже, чем в других языках.
Древнейшие памятники датского языка, написанные младшими рунами, относятся к IX в. Старейшими памятниками на латинице являются областные законы: «Skånske Lov» (1203—22 гг.) «Skånsk Kirkelov», «Valdemars sjaellandske Lov», «Absalons sjaellandske Kirkelov», «Jyske Lov» (1241 г.), «Samling af gamle danske Love». В 1495 г. вышла первая печатная книга на датском языке. Некоторое обновление датского языка повела за собой Реформация. Выдающимся памятником языка этой эпохи является перевод Библии («Christian III’s Bibel»), сделанный на зеландском наречии, которое с этих пор и становится господствующим в стране как для обыкновенной разговорной, так и для литературной речи. Другой выдающийся памятник датского языка середины XVI века — перевод «Historia Danica» Саксона Грамматика. XVI столетие было эпохой нового упадка датского языка, так как языком учёных и литераторов был латинский, а высших сфер общества — немецкий и, отчасти, французский языки. Из немногих литературных деятелей этой эпохи, трудившихся над разработкой и совершенствованием родного языка, известны Андерс Арребо, К. Бординг, Томас Кинго (ум. 1703) и Педер Сюв. В начале XVIII века наступил подъём, ключевое место в котором принадлежит Людвигу Гольбергу (1684—1704), создавшему литературный датский язык. Важную роль в развитии литературного языка сыграли философ Эйльшоу, редактор журнала «Spectator» Иенс Шнедорф, поэты И. Г. Вессель (1742—85), И. Эвальд (1743—81), И. Баггесен (1764—1826), А. Эленшлэгер (1779—1850).
На протяжении всего XVIII и XIX веков развивалось движение за очищение датского языка от варваризмов, которые заменялись равнозначащими словами, взятыми из общего древнескандинавского языка, из родственных языков и датских народных наречий.

## Письменность
Датский алфавит, использующий в качестве основы латиницу, насчитывает 29 букв (тех же самых, что и норвежский; см. Датско-норвежский алфавит). Особенностью алфавита являются буквы Ææ, Øø, Åå. Буквы Qq, Ww, Zz встречаются только в иностранных словах.
| Буквы алфавита | Название букв (МФА) |
| -------------- | ------------------- |
| Аа             | а'                  |
| Bb             | be'                 |
| Cc             | se'                 |
| Dd             | de'                 |
| Ee             | e'                  |
| Ff             | εf                  |
| Gg             | ge'                 |
| Hh             | hɔ'                 |
| Ii             | i'                  |
| Jj             | jɔð                 |
| Kk             | kʰɔ'                |
| Ll             | εl                  |
| Mm             | εm                  |
| Nn             | εn                  |
| Oo             | o'                  |
| Pp             | pʰe'                |
| Qq             | kʰu'                |
| Rr             | εɹ                  |
| Ss             | εs                  |
| Tt             | tʰe'                |
| Uu             | u'                  |
| Vv             | ve'                 |
| Ww             | dɔbəldve'           |
| Xx             | εgs                 |
| Yy             | y'                  |
| Zz             | sεd                 |
| Ææ             | ε'                  |
| Øø             | ø'                  |
| Åå             | ɔ'                  |

Буква Åå была введена в датский алфавит орфографической реформой 1948 г. До этой реформы вместо Åå использовался буквенный диграф Аа, аа. В настоящее время некоторые датские газеты, а также некоторые книжные издательства продолжают использовать этот диграф.
Он также сохраняется в именах собственных (например, Aage, Aase). В датских географических названиях прежнее написание сохранялось до последнего времени (например, Aarhus, Aalborg, Faaborg).
Реформа 1948 г. отменила написание существительных с прописной буквы. С прописной буквы пишутся теперь только имена собственные и нарицательные существительные, выступающие в роли имён собственных, а также следующие личные и притяжательные местоимения: I, De, Dem, Deres, Eder, Eders.

## Лингвистическая характеристика

### Фонетика и фонология

#### Гласные

В датском языке 13 кратких и 12 долгих гласных звуков, а также /ə/ и /ɐ/ в безударных слогах. Существенной особенностью датских гласных звуков является различие в долготе и краткости: каждый гласный представлен двумя фонемами, большинство из которых различаются также и по качеству. Долгота и краткость имеют в датском языке смыслоразличительную функцию. Существует ряд слов, у которых различие в значении выражено различием по длительности корневых гласных: kile [kʰi:lə] («клин») — kilde [kʰilə] («источник»), hyle [hy:lə] («выть») — hylde [hylə] («полка»).
Кроме того, в датском языке имеется насчитывается до 19 дифтонгов: в трёх из них вторым составляющим является неслоговое [i], в восьми — неслоговой [u]. В дифтонгах ударным является первый элемент.
| Подъём                      | Ряд          | Ряд          | Ряд         | Ряд          | Ряд        |
| Подъём                      | Передний ряд | Передний ряд | Средний ряд | Задний ряд   | Задний ряд |
| Подъём                      | неогублённые | огублённые   | Средний ряд | неогублённые | огублённые |
| --------------------------- | ------------ | ------------ | ----------- | ------------ | ---------- |
| Верхний подъём              | i ː          | y ː          |             |              | u ː        |
| Верхне-средний подъём       | e ː          | ø ː          |             |              | o ː        |
| Средний подъём              |              | (ø̞ ː)        | ə           |              | ɔ ː        |
| Средне-нижний подъём        | ɛ ː          | œ ː          |             |              | ɒ ː        |
| Ненапряжённый нижний подъём | æ ː          | (œ̞ œ̞ː)       |             | ʌ            | ɒ ː        |
| Нижний подъём               | a            |              |             | ɑ ː          |            |

#### Согласные
В датском языке 17 согласных звуков.
|               | Губные | Переднеязычные | Заднеязычные | Палатальные | Увулярные | Глоттальные |
| ------------- | ------ | -------------- | ------------ | ----------- | --------- | ----------- |
| Носовые       | m      | n              | ŋ            |             |           |             |
| Взрывные      | p b    | t d            | k ɡ          |             |           |             |
| Свистящие     |        | s              |              |             |           |             |
| Щелевые       | f      | ð              |              |             | ʁ         | h           |
| Аппроксиманты | ʋ      | l              |              | j           |           |             |

Система согласных датского языка имеет следующие особенности:
- согласные не смягчаются (не палатализируются) перед гласными переднего ряда i, e, y, ø и т. д.
- все звонкие согласные являются менее звонкими, чем в русском (то есть в их образовании голос участвует гораздо меньше); кроме того, они произносятся с меньшим напряжением органов речи и при меньшей силе выдоха;
- смычно-взрывные согласные b, d, g и p, t, k противопоставляются не по звонкости и глухости, а по силе и слабости взрыва, а также наличию или отсутствию придыхания;
- в датском языке отсутствуют долгие согласные звуки; удвоение согласных букв, обозначающих этот согласный звук, выступает как орфографический показатель краткости предшествующего гласного.

Звук [ɕ] может выступать в качестве аллофона [s], как например в слове sjov «веселье», но не рассматривается как отдельная фонема.

#### Просодия

##### Ударение в слове
Ударение в датском языке — динамическое. Как правило, в простых и большей частью производных словах основное ударение падает на корневой слог, напр.: ́tage «брать», ́lærer «учитель», for´tjene «заслуживать». Тем не менее в датском языке имеется ряд производных слов, где ударение падает на префикс или суффикс:
- ударение падает на следующие префиксы: gen-, mis-, sam-, u-, und-, van-, veder-;
- ударение падает на следующие суффиксы: -inde, -i, -(e)ri, -at, -ant, -ere, -tion, -isme, -ist, -tet, -tut, -ur.

В сложных словах основное ударение, как правило, падает на корневой слог первого компонента сложного слова, остальные компоненты имеют второстепенное ударение, напр.: ́skrivebord «письменный стол», ́årstid «время года».

##### Фразовое ударение
В предложении слова могут находиться под главным или второстепенным ударением или быть безударными.
В простом повествовательном предложении:
- под ударением, главным или второстепенным, стоят обычно имена существительные, прилагательные или наречия, простые формы глагола или причастия и инфинитивы (в сложных формах);
- служебные слова, модальные глаголы и личные местоимения обычно не имеют ударения, однако предлоги в датском языке часто несут на себе ударение в сочетаниях с личными местоимениями, напр., ́på ham, ́til mig.

Кроме фразового ударения, в предложении может присутствовать и логическое ударение.

##### Мелодика предложения
В датском языке имеется два основных мелодических типа предложения.
- Мелодический тип с понижением тона, начиная с последнего ударного слога. Понижающаяся мелодия всегда связана с законченной в определённой степени мыслью. Она характерна для повествовательных и побудительных или повелительных предложений и для вопросительных предложений с вопросительным словом, когда главное ударение падает на сказуемое, напр.:

1. Han ́arbejder «Он работает»;
2. ́Skriv ́bedre! «Пиши лучше!»;
3. Hvad ́læser han? «Что он читает?».

- Мелодический тип с повышением тона, начиная с последнего ударного слога. Повышающаяся мелодия характерна для вопросительных предложений без вопросительного слова или с вопросительным словом, когда главное ударение падает на него, например:

1. ́Arbejder han godt? «Он хорошо работает?»;
2. ́Taler han ́dansk? «Он говорит по-датски?»;
3. ́Hvem er det? «Кто это?».

Все предложения, входящие в состав сложного предложения, произносятся с повышающейся мелодией (или повышающейся-понижающейся), за исключением последнего предложения, которое произносится с понижающейся мелодией.

#### Толчок (Stød)
Толчок — супрасегментальное фонетическое явление; в некоторых диалектах оно реализуется как ларингализация гласного (скрипучая фонация), в других — как гортанная смычка. На письме толчок не обозначается, в транскрипции же обозначается знаком [’], который ставится после транскрипционного знака, на который приходится толчок.
Толчок имеет место в словах, находящихся в сильноударном положении; попадая в слабоударное положение, слова, имеющие толчок, как правило, теряют его. Толчок обычно приходится на ударный гласный звук, если он долгий, или на второй элемент дифтонга, если ударение падает на дифтонг, если же в ударном слоге гласный краткий, то толчок приходится на следующий за ним звонкий согласный, например: bo [bo’] «жить», land [lan’] «страна».
В юго-восточных диалектах Ютландии, на крайнем юге Фюна и Лагеланна толчок отсутствует — его заменяет музыкальное ударение, а в центральной Ютландии, на юге Фюна, в центральной части Лагеланна, на север от Борнхольма, Лолланна и Фальстера нет ни толчка, ни музыкального ударения.
Толчок имеет в датском языке смыслоразличительную функцию, например:
| С толчком                | Без толчка              |
| ------------------------ | ----------------------- |
| hund [hun’] — «собака»   | hun [hun] — «она»       |
| gul [gu’l] — «жёлтый»    | guld [gul] — «золото»   |
| tal! [tʰa’l] — «говори!» | tal [tʰal] — «число»    |
| mord [mo’r] — «убийство» | mor [mo: r] — «мать»    |
| anden [an’ən] — «утка»   | anden [anən] — «другой» |

### Морфология
Датский язык — язык аналитического строя.
В нём представлены следующие части речи: существительное, прилагательное, глагол, местоимение, числительное, наречие, предлог, союз, частица, модальное слово.

#### Существительное
Для существительного в современном датском языке характерны род, число, падеж и артикль. Имеются два грамматических рода — общий и средний, которые выявляются при помощи артикля и согласования прилагательного или местоимения с существительным. Существительное имеет два числа — единственное и множественное. Для образования последнего используются суффиксы (-er, -r, -e) и изменение корневого гласного. Артикль служит показателем рода, числа и определённости/неопределённости существительного; существует три вида артикля: неопределённый, определённый суффигированный и определённый свободный.
Падежную систему составляют общий и родительный падежи (последний образуется путём прибавления к существительному окончания -s), хотя не все учёные признают эту клитику падежом, потому что она не всегда добавляется в существительному: Det er pigen Uffe bor sammen meds datter «Это дочь девушки, с которой живёт Уффе».

#### Прилагательное
Прилагательное в датском языке может иметь две формы: неопределённую и определённую. В неопределённой форме прилагательное согласуется с существительным в роде и числе, в определённой — получает окончание -e и с существительным не согласуется. Степени сравнения (положительную, сравнительную и превосходную) имеют только качественные прилагательные.

#### Глагол
Глаголу в современном датском языке свойственны категории времени, залога (действительный и страдательный) и наклонения (изъявительное, повелительное и сослагательное). Неличные формы глагола представлены инфинитивом, причастием I и причастием II. В современном датском языке существует 8 времён: настоящее, настоящее совершённое, прошедшее, давнопрошедшее, будущее I, будущее II, будущее в прошедшем I, будущее в прошедшем II. По способу образования основных форм глаголы делятся на 4 группы.

### Словообразование
В современном датском языке существует несколько способов словообразования, которые сводятся к трём основным:
1. словосложение, включающее лексико-морфологический, синтаксико-морфологический и синтаксико-лексический способы;
2. словопроизводство, включающее аффиксацию, деаффиксацию и конверсию;
3. образование сложносокращённых слов.

Самым распространённым способом словообразования является словосложение. Большая часть сложных слов приходится на долю сложных существительных.
Словообразование осуществляется суффиксацией у существительных и прилагательных, префиксацией у глаголов и существительных, а также словосложением — именным и глагольным. Датский язык легко генерирует слова для новых понятий.

### Синтаксис
Обычный порядок слов — SVO. Особенностью датского предложения является то, что оно чаще всего двусоставно и в нём присутствует глагол.
Для главных членов предложения характерно определённое место в предложении. В датском языке имеются два основных типа порядка слов: прямой и обратный. При прямом порядке слов подлежащее стоит перед сказуемым, сказуемое стоит на втором месте в предложении. Прямой порядок слов употребляется в повествовательных предложениях, в вопросительных предложениях с вопросительным словом в роли подлежащего и в придаточных предложениях. При обратном порядке слов сказуемое стоит перед подлежащим на первом или втором месте в предложении. Обратный порядок слов употребляется в повествовательных, вопросительных и побудительных предложениях; в бессоюзном условном придаточном предложении; в главном предложении, стоящем после придаточного.
Дополнение обычно стоит после сказуемого, обстоятельство — в конце предложения (после дополнения). Определение, выраженное существительным в родительном падеже, прилагательным, причастием, местоимением и числительным, а также распространённое определение стоят перед определяемым словом. Определение, выраженное существительным с предлогом, и обособленное определение следуют после определяемого слова.

### Лексика
Около 2 000 односоставных слов современного словарного состава датского языка восходят к древнескандинавскому, а от него — к праиндоевропейскому языку. Из этих 2000 существительные составляют 1 200, пятьсот — глаголы, и 180 — прилагательные. Датский язык вобрал в себя множество заимствований, особенно в Средние века из нижненемецкого языка. Так, из пятисот наиболее используемых сегодня датских слов сто являются нижненемецкими заимствованиями по той причине, что этот язык был вторым государственным языком Датско-норвежской унии. В 17 и 18 веках большинство заимствований приходило из литературного немецкого и французского языков, а в 20 веке, особенно после Второй мировой войны, основным источником заимствований стал английским язык. Хотя многие скандинавские по происхождению слова всё ещё в ходу, во многих случаях заимствования их вытеснили: так, например, глагол æde («есть, кушать») был по большей части вытеснен немецко-французским spise. В современных датских письменах нижненемецкие заимствования составляют 16-17 % всех слов, греко-латинские заимствования — 4-8 %, французские — 2–4 %, и английские — около 1 %.
Германские по происхождению исконные слова доказывают родство датского, например, с английским языком. В частности, такие слова, как have, over, under, for, give, salt и arm, совпадают по происхождению, написанию и значению (но не по звучанию) с английскими.

## Пример языка
Первая статья Декларации прав человека и гражданина на датском языке:
Alle mennesker er født frie og lige i værdighed og rettigheder. De er udstyret med fornuft og samvittighed, og de bør handle mod hverandre i en broderskabets ånd.

#### Учебные пособия
- Жаров Б. С. Краткий справочник по грамматике датского языка. — М.: Высшая школа, 2008. — 151 с.
- Новакович А. С. Практический курс датского языка. — М.: Издательство «Международные отношения», 1969.
- Новакович А. С., Усков А. И., Чеканский А. Н. Учебник датского языка. — М., 1996.
- Синицына Е. В. Датский язык. Самоучитель. — М.: Живой язык, 2012. — 224 с.

#### Словари
- Крымова Н. И., Эмзина А. Я., Новакович А. С. Большой датско-русский словарь. / Под ред. А. С. Новаковича. — М.: Живой язык, 2004.
- Крымова Н. И., Эмзина А. Я. Большой русско-датский словарь. / Под ред. Йоргена Харрита. — М.: Живой язык, 2005.